# Dora Schaul
Pour les articles homonymes, voir Schaul.
Dora Schaul (née Davidsohn) (21 septembre 1913, Berlin, Allemagne - 8 août 1999, Berlin) est une juive communiste allemande ayant participé à la Résistance en France sous le nom de Renée Fabre.

## Biographie
Dora Davidsohn est née le 21 septembre 1913 à Berlin, en Allemagne,.
Elle est la fille de Julius Davidsohn (1879-1942) et de Else Davidsohn (Rosener) (1881-1942),,. Ses parents, sa sœur, Lotte, son aînée de 6 ans, et son beau-frère, Josef Grüner, restés en Allemagne sont arrêtés en 1942 et sont déportés et morts à Maidanek,.
Sa famille va habiter à Essen (Rhénanie-du-Nord-Westphalie), lorsqu'elle a 4 ans. Ses parents ont un petit commerce de radios et phonographes.
Elle fait des études dans une école de commerce et devient représentante de commerce à Berlin.

### Amsterdam
En 1933, elle part pour Amsterdam, où elle rencontre son futur époux, Alfred Benjamin, un membre du Parti communiste d'Allemagne. Lorsque le parti l'envoie en France à la fin de l'année 1934, elle le suit. Devenue sa secrétaire, elle rédige des textes pour le Secours rouge.

### Seconde Guerre mondiale
Au début de la Seconde Guerre mondiale, Dora Davidsohn vit à Paris, sans statut légal. Elle est arrêtée et placée à la prison de la Petite Roquette. En octobre 1939, elle est transférée au camp de détention de Rieucros à Mende (Lozère) puis, en février 1942, au camp de détention de Brens (Tarn) où 1 150 femmes sont internées,.
Elle se marie avec Alfred Benjamin alors qu'elle est en détention en Lozère. 
Le 14 juillet 1942[réf. nécessaire], elle s'évade de Brens ; elle gagne ensuite Toulouse puis Lyon.
En août 1942, Alfred Benjamin s'évade du camp de travail de Chanac (Lozère). Il meurt accidentellement, en septembre 1942, en tentant d'entrer en Suisse,.

### Résistance à Lyon
Dora Benjamin rejoint la Résistance à Lyon. D'abord mal intégrée parmi les communistes allemands, elle parvient à intégrer le groupe juif de la Main-d’œuvre immigrée grâce à une ancienne camarade de camp polonaise. Elle parvient peu à peu à gagner la confiance des Allemands antinazis installés à Lyon, dont l'artiste Hanns Kralik(de) et son épouse.
Elle reçoit des faux-papiers au nom de Renée Gilbert (lorsqu'elle travaille à la Soldatenheim) puis de Renée Fabre (sur ordre du Travail antifascite allemand), pseudonymes avec lesquels elle fait de la propagande anti-nazie. Bien que vivant en France, depuis environ 10 ans, elle garde un accent allemand, et peut se faire passer pour alsacienne.
Elle participe à partir de juillet 1942 aux réseaux clandestins Deutsch-Arbeit (Travail allemand) et Deutsche-Feldpost (Poste de campagne allemande) à partir de l'École de santé militaire de Lyon, également siège de la Gestapo. Elle diffuse alors au sein de la Résistance lyonnaise des renseignements précieux concernant des mouvements de troupes allemands en zone sud et des membres de la Gestapo.
Elle trouve un emploi dans un centre de triage pour le service postal militaire de la Wehrmacht, dans l'ancienne faculté de médecine au 14 avenue Berthelot. La Gestapo va utiliser cet endroit comme centre administratif. Klaus Barbie y a un bureau.
En juillet 1943, Dora Benjamin trouve la liste de tous les membres de la Gestapo de la région lyonnaise. Elle mémorise les noms pour les transmettre à la Résistance. La liste est communiquée à Londres, et est citée peu de temps après dans un programme français de la BBC, causant un grand émoi à travers les rangs de la Gestapo en France[réf. nécessaire].
Dans le cadre du Travail allemand (TA), elle participe au "travail des filles" qui consiste à entrer en contact avec des soldats allemands et à leur distribuer des dépliants et des prospectus contre le national socialisme.

### Retour en Allemagne
Dora Benjamin retourne en Allemagne en 1946. Elle se remarie avec Hans Schaul, qui avait été interné au Vernet, puis transféré à Djelfa, en Algérie.
Ils ont un fils, Peter Schaul.

## Témoignage
Dora Schaul a raconté son parcours, de l'émigration à l'engagement en politique et dans la résistance, dans une interview réalisée en 1997 par Cathy Gelbin et Sonja Miltenberger pour le Centre Moses Mendelssohn (MMZ) (de). Cet enregistrement est le fil rouge d'une série documentaire de France Culture consacrée aux FTP-MOI diffusée en 2024.

## Œuvre
- (de) Dora Schaul et Otto Niebergall, Résistance – Erinnerungen deutscher Antifaschisten (Mémoires d'antifascistes allemands). Dietz Verlag, Berlin, 1973[12]

## Hommages
- Route Dora Schaul à Brens (Tarn)[13].
- Amphithéâtre Dora Schaul à Lyon (Rhône)[14].
- Une plaque commémorarive est apposée au dernier domicile de Dora Schaul à Berlin, Dammweg 73[15]